# Henk-Jan Held
Hendrik-Jan Held, conhecido como Henk-Jan Held (Renswoude (Utrecht), 12 de novembro de 1967) é um ex-jogador de vôlei dos Países Baixos.
Henk-Jan Held integrou a seleção holandesa masculina de vôlei nos Jogos Olímpicos de Verão de 1992, quando ganhou a medalha de prata (perdeu a final para o Brasil). Quatro anos depois, nos Jogos Olímpicos de Verão de 1996, ajudou a bater a Itália na final por 3 sets a 2 e recebeu a medalha de ouro. 
Também ganhou o Campeonato Europeu masculino de vôlei, pela seleção holandesa. 
Como defendeu por muitos anos equipes italianas de vôlei, recebeu a 
cidadania italiana em 2001. Aposentou-se das quadras em 2008, com quarenta anos.